# Надоле
Надоле (словен. Nadole) је насељено мјесто у општини Жетале, Подравска регија, Словенија.

## Историја
До територијалне реорганизације у Словенији било је у саставу старе општине Птуј.

## Становништво
У попису становништва из 2011. године, Надоле је имало 140 становника.
| Број становника према пописима | Број становника према пописима | Број становника према пописима |
| ------------------------------ | ------------------------------ | ------------------------------ |
| 1991                           | 2002                           | 2011                           |
| 146                            | 152                            | 140                            |

Напомена: Године 1952. повећана за насеља Јесенице и Марина вас, која су укинута. Године 1974. умањено за део насеља који је спојен са делом издвојеним из насеља Черможише у ново самостално насеље Купчињи Врх (Мајшперк).

## Спортови
- Турнир у малом фудбалу ШД РИМ (од 1997)